# 제12군 (독일 국방군)
제12군(독일어: 12. Armee)은 제2차 세계 대전 당시 독일 국방군 육군의 일부로 전쟁 말 발터 벵크 장군의 지휘하에 패잔 부대들을 규합하여 임시로 편성된 군세이다. 1945년 4월에는 엘베강에 주둔하여 서부 전선을 견제하는 유일한 독일군 부대였다. 베를린 공방전이 진행되는 동안 테오도어 부세의 9 군이 붕괴되고 독일 슈타이너 분견군을 중심으로 한 반격전이 기대하기 어려워지면서 히틀러와 그의 측근들은 발터 벵크 장군이 12 군을 이끌고 베를린에 대한 붉은 군대의 포위망을 돌파하기를 기대하기도 하였다. 그러나 엘베강 전선 이탈로 인한 미군의 공세를 두려워한 벵크는 포츠담으로 진격하여 붉은 군대를 격파하는 것 이상으로 더 이상 진군하지 않았다. 베를린 공방전 이후로도 5월 8일까지 붉은 군대에 조직적으로 저항하며, 피란민과 패잔병들이 미군에게 항복할 수 있도록 엘베강 서안으로 도하시켰다. 이후 미군에 항복하였다.

## 같이 보기
- 프랑스 공방전
- 유고슬라비아 침공
- 베를린 공방전